# Eugenol
Eugenol är ett ämne som förekommer i flera eteriska oljor. I nejlikolja finns det i så stor mängd att det ofta i sig kallas nejlikolja. I svensk farmakopé ersattes nejlikolja med eugenol redan 1901.
Eugenol är en svagt gulfärgad, oljig och starkt ljusbrytande vätska med en stark doft av kryddnejlika och en brännande smak. Doften beskrivs ibland som "Det luktar tandläkare". Den är något löslig i vatten och löslig i organiska lösningsmedel.
Genom behandling med amylalkohol och natrium ombildas ämnet till isoeugenol, som genom oxidation, särskilt med kaliumpermanganat, övergår till vanillin. Denna metod kan användas vid tillverkning av vanillin.

## Användning
Eugenol är antiseptiskt och lokalbedövande och används av tandläkare som beståndsdel tillsammans med zinkoxid i provisoriska lagningar för att lindra tandbesvär. Pulver av zinkoxid blandas med eugenolvätska till en massa som läggs i den uppborrade tanden. Detta stelnar efter några minuter. Tanden som behandlats bör dock behandlas vidare efter en tid då den provisoriska lagningen relativt snart tuggas sönder. 
Eugenol kommer även till användning i parfymerier för aromer och eteriska oljor, samt som en viktig ingrediens i indonesiska kretek-cigaretter.
Arommässigt är eugenol ett s.k. aromspecifikt ämne (eng. character impact compound), vilket är ett kemiskt ämne som på helt egen hand ger en arom åt ett håll som är specifikt för ”något”, en blomma, frukt, krydda, process, etc.
Det har även användning vid tillverkning av stabilisatorer och antioxidanter för plaster och gummi.